# Plectiscidea discolor
Plectiscidea discolor är en stekelart som först beskrevs av Forster 1871.  Plectiscidea discolor ingår i släktet Plectiscidea och familjen brokparasitsteklar. Inga underarter finns listade i Catalogue of Life.